# Rygobert
Rygobert – imię męskie pochodzenia germańskiego, oznaczające "bogato błyszczący". Patronem tego imienia jest św. Rygobert, arcybiskup Reims (VIII wiek).
Rygobert imieniny obchodzi 4 stycznia.